# セプティミウス・セウェルスの凱旋門

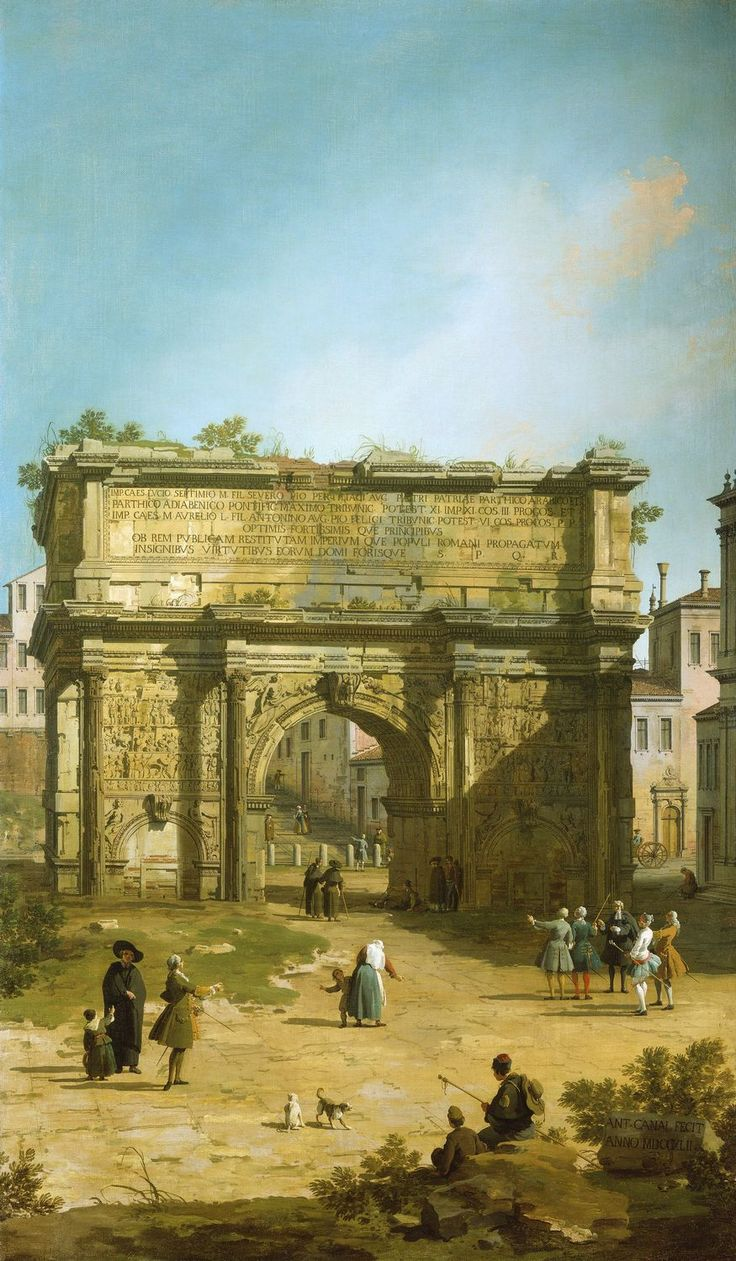
フォロ・ロマーノ発掘前のセプティミウス・セウェルスの凱旋門。カナレット画。1742年（ロイヤル・コレクション）

セプティミウス・セウェルスの凱旋門（ラテン語: Arcus Septimii Severi）はフォロ・ロマーノの北西端にある白い大理石製の凱旋門で、皇帝セプティミウス・セウェルスとその息子カラカラとゲタの第6次パルティア戦争（194年/195年と197年から199年までの遠征）での勝利を記念して紀元203年に建設された。
セプティミウス・セウェルスの死後、カラカラとゲタは共同皇帝として即位したが、212年にカラカラがゲタを暗殺した。このため、ゲタを記念した彫刻は建築物や記念碑からことごとく削除された。当然ながらこの凱旋門でもゲタに関する部分は削り取られている。

## 概要
この凱旋門はトラバーチンの基礎の上に建ち、元々は古代のフォルムの地面から階段で昇るようになっていた。中央のアーチ道は半円形のヴォールトで全体を格間で飾っている。そして、両脇のアーチ道との間に側部開口部が通じている。このような特徴は近代の凱旋門でも模倣されている。
3つのアーチ道は橋脚で支持されており、その前面は台座の上のコンポジット式オーダーの柱になっている。勝利の女神が三角小間に彫刻されている。南の橋脚には記念碑の頂上まで続く階段があり、そこに兵士を従えた皇帝と2人の息子が四頭立て戦車（クアドリガ）に乗っている様子が描かれている。

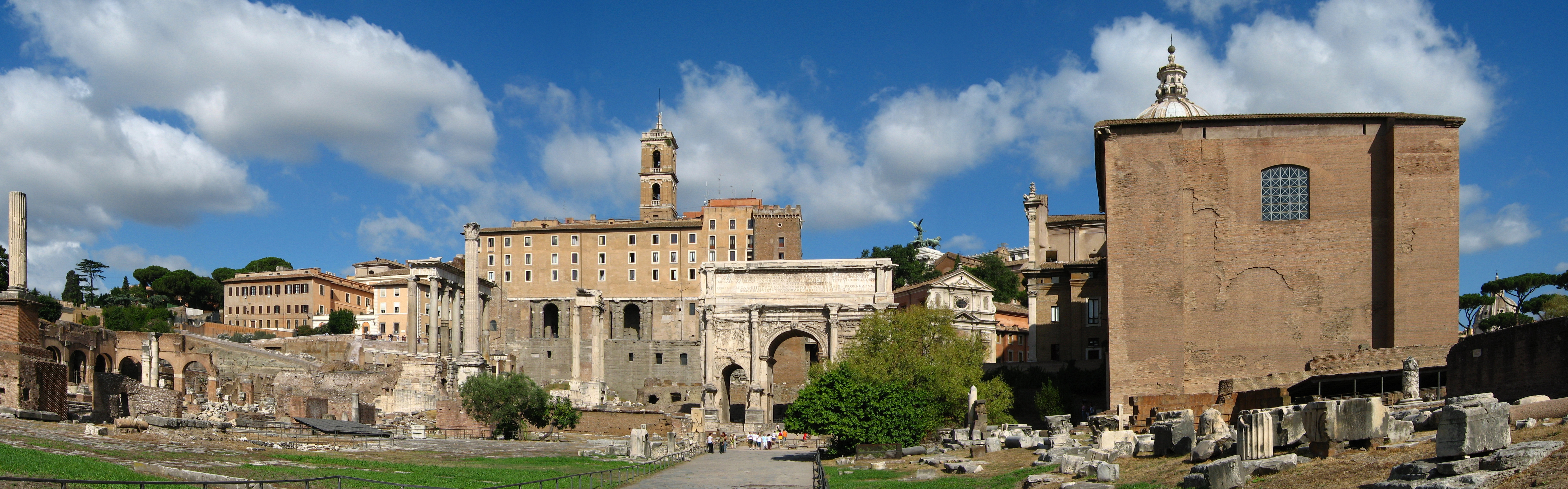
ほぼ中央にセプティミウス・セウェルスの凱旋門を捉えたパノラマ

## 歴史
この凱旋門はカンピドリオの丘の麓に建っている。そしてアンコーナにあるトラヤヌスのアーチのように、階段で開けた場所へ続いていた。4世紀までにたび重なる洪水でフォルムの地面のレベルが上がって階段が埋まり、門を平坦な道が通るようになった。大量の岩屑やシルトが周辺の丘から流れ込み、凱旋門の基部は完全にそれらで埋まった。中世の車輪や近代初期の交通によってもたらされた損傷は台石の浮き彫りの上の柱の基部に今も残っている。
中世になってもこの低地はしばしば洪水に見舞われ土砂が堆積していったため、カナレットが1742年にこの凱旋門を描いたとき、地面の上には凱旋門の上半分しか出ていなかった（右上の絵参照）。この凱旋門の保存状態がよいのは、これをキリスト教の教会の一部に組み入れていたためである。教会が他の場所に移ったときも凱旋門はその教会の財産として存続し、他の建築物の建設のために撤去されなかった。
315年に、フォルム・ロマヌムの反対側に建てられたコンスタンティヌスの凱旋門は、セプティミウス・セウェルスの凱旋門に大きな影響を受けている。

## 碑文
南東面と北西面の碑文内容は同一である
IMP (eratori) CAES(ari) LUCIO SEPTIMIO M(arci) FIL(io) SEVERO PIO PERTINACI AUG(usto) PATRI PATRIAE PARTHICO ARABICO ET / PARTHICO ADIABENICO PONTIFIC(i) MAXIMO TRIBUNIC(ia) POTEST(ate) XI IMP(eratori) XI CO(n)S(uli) III PROCO(n)S(uli) ET / IMP(eratori) CAES(ari) M(arco) AURELIO L(ucii) FIL(io) ANTONINO AUG(usto) PIO FELICI TRIBUNIC(ia) POTEST(ate) VI CO(n)S(uli) PROCO(n)S(uli) P(atri) P(atriae) / OPTIMIS FORTISSIMISQUE PRINCIPIBUS / OB REM PUBLICAM RESTITUTAM IMPERIUMQUE POPULI ROMANI PROPAGATUM / INSIGNIBUS VIRTUTIBUS EORUM DOMI FORISQUE S(enatus) P(opulus)Q(ue) R(omanus) 
（日本語訳）インペラトル・カエサル・ルキウス・セプティミウス, マルクスの息子, セウェルス・ピウス・ペルティナクス・アウグストゥス（＝セプティミウス・セウェルス帝のこと）、国家の父、パルティア征服者、アラビア征服者にして / アディアベネ征服者、最高神祇官、護民官11回、インペラトル歓呼11回、執政官3回、プロコンスル および / インペラトル・カエサル・マルクス・アウレリウス, ルキウスの息子, アントニウス・アウグストゥス・ピウス・フェリクス（＝カラカラ帝のこと）、護民官6回、執政官、プロコンスル、国家の父 / 最良、最強の国家の第一人者 / 国家を再建し、ローマの支配権を広げたことを讃え / 国の内外で自身の美徳の数々を示すことによって。ローマの元老院と市民（SPQR）
※碑文で斜体部分「P(atri) P(atriae) / OPTIMIS FORTISSIMISQUE PRINCIPIBUS」はカラカラ帝の弟で共同皇帝であったゲタ帝が暗殺された後に、ダムナティオ・メモリアエが行われたため書き換えられた部分を示す。元の文は「P(ublio) SEPTIMIO L(ucii) F(ilio) GETAE NOB(ilissimo) CAES(ari) ＝ プブリウス・セプティミウス, ルキウスの息子, ゲタ・高貴なカエサル」であった。

## ギャラリー

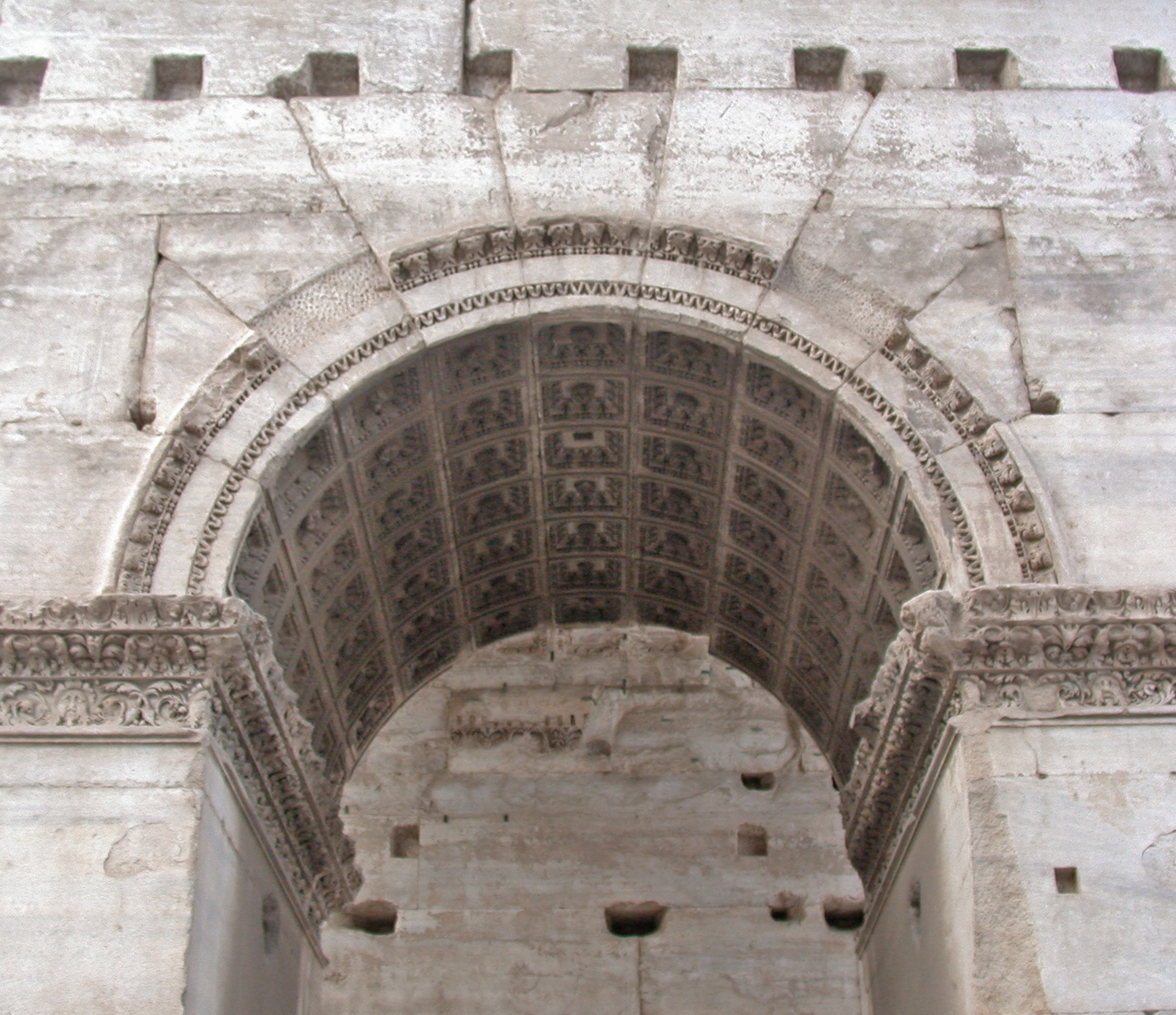
中央のアーチと両側のアーチの間の壁面にもアーチ形の開口部があってつながっている。
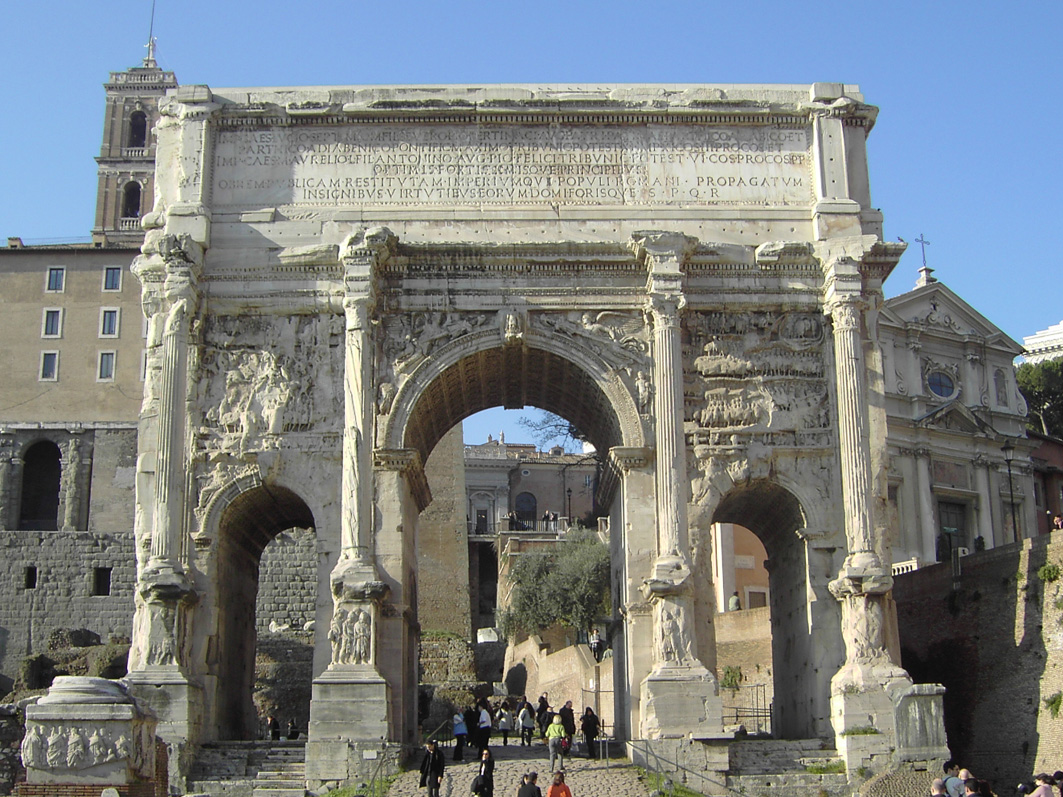
正面から。中央のアーチと左右のアーチの間の壁にもアーチ形の開口部がある。
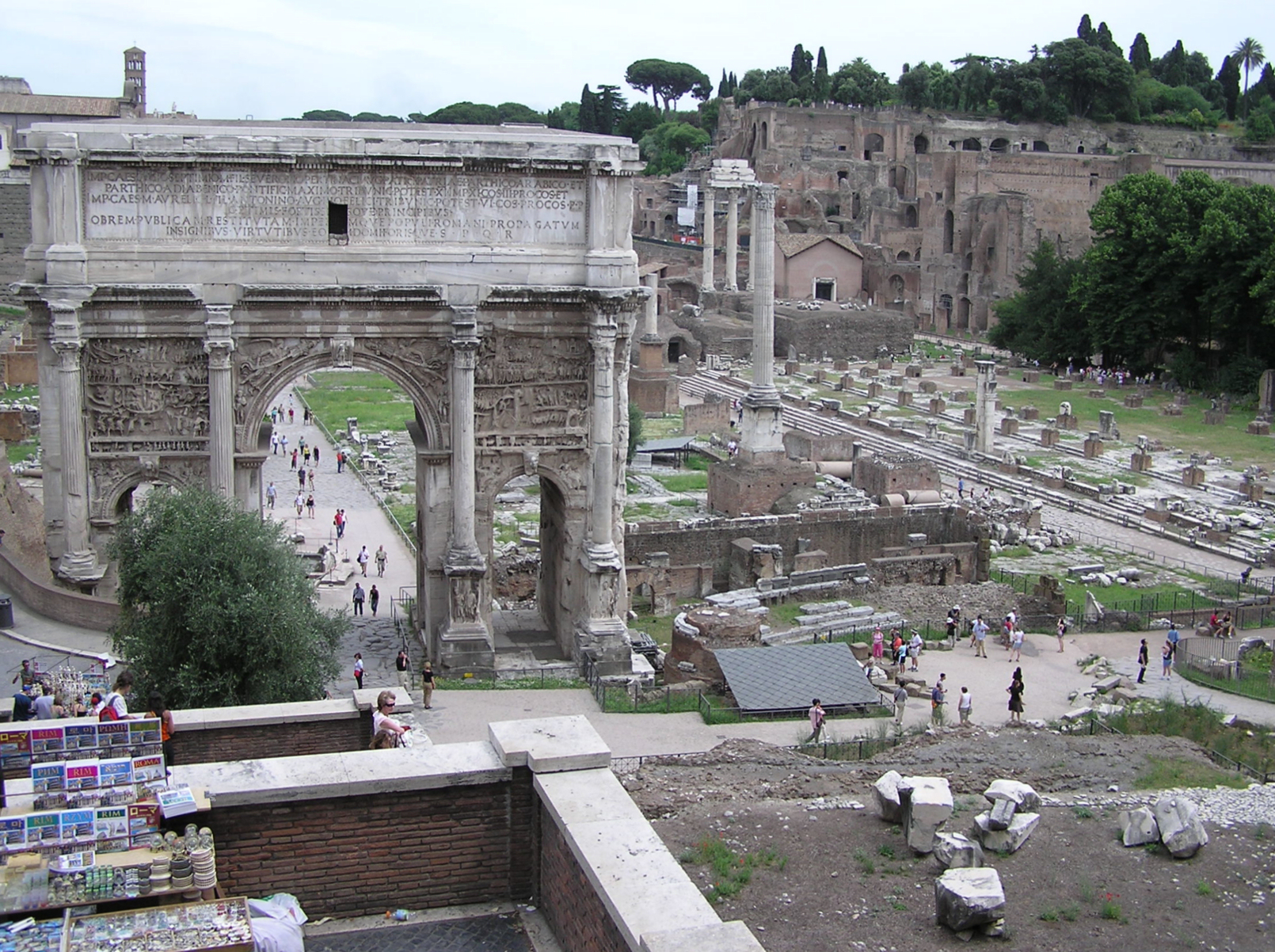
セプティミウス・セウェルスの凱旋門を含むフォロ・ロマーノ。右手奥はパラティーノの丘。